# Высшая черта
«Высшая черта» — итальянский фантастический кинофильм с Франко Неро в главной роли.

## Сюжет
Тед Анджело (Франко Неро), спивающийся писатель из Италии, приезжает в Южную Америку, чтобы предложить серию книг о доколумбовых народах Нового Света нью-йоркскому издателю. В Колумбии он случайно узнаёт о сокровищах на борту испанской каравеллы, спрятанной в горной пещере. Тед находит пещеру, но вместе с каравеллой в ней оказывается… космический корабль пришельцев. Анджело обращается к своему другу, чтобы тот прислал людей и помог ему снять документальный фильм, который, возможно, станет главным его произведением и пропуском в новую жизнь. Но прибывшие люди на самом деле оказываются агентами ЦРУ. Так Тед оказывается посвящённым в очень опасную тайну, кроме американской службы безопасности ему придётся иметь дело и с русской, а затем скрываться от киборга-убийцы.
В конце фильм Тед узнаёт, что пришельцы на Земле уже давно и взяли под свой контроль основные политические и экономические рычаги власти в обществе людей. Среди них — даже его бывшая жена.

## В ролях
- Франко Неро — Тед Анджело
- Джордж Кеннеди — Генрих Хольцман
- Дебора Мур — камео
- Мэри Ставин — Морин Де Хэвилленд
- Уильям Бергер — Алонсо Кинтеро
- Ширли Эрнандес — Хуанита
- Ларри Долгин
- Роберт Редкросс

## Интересные факты
- В Великобритании фильм продавался на видео под названием Alien Terminator, что отражает его специфику — в нём переплетены цитаты из многих знаменитых фантастических и мистических фильмов: «Терминатор», серия «Чужие», «Они живут» и пр.